# Матрична ізоляція
Матрична ізоляція - фізичний метод дослідження хімічних процесів, що полягає у "вморожуванні" молекулярних газоподібних частинок в інертну матрицю (здебільшого аргону) і подальшій характеризації спектроскопічними методами.